# Henning Wachtmeister
Ernst Henning Wachtmeister, född 16 juli 1869 i Gryts församling, Kristianstads län, död 29 juni 1940 i Jakobs församling, Stockholms stad, var en svensk greve, bruksägare och riksdagsman.

## Biografi
Wachtmeister blev underlöjtnant vid Livregementets dragoner (K 2) 1891–1896, löjtnant i K 2:s reserv 1900–1906 och var disponent vid Strömsbergs bruk 1897–1920. Wachtmeister var vice ordförande i Uppsala läns hushållningssällskap 1911–1922, vice landstingsordförande 1916–1918, ordförande i skogsvårdsstyrelsen 1916 och blev överstekammarjunkare 1918. Han var ordförande i Uppsala läns folkhögskola och lantmannaskola 1899–1923. Wachtmeister var vice ordförande i styrelsen för Uppsala–Gävle Järnväg 1907–1910 och ordförande från 1910. Wachtmeister blev ordförande i Mälarprovinsernas hypoteksförening 1922, ledamot av Första kammaren 1908–1911 och 1917–1919 (högerpolitiker) och var ledamot av kyrkomötet 1910, 1915, 1918. Han blev överstekammarherre 1937. Han var även ordförande vid adelsmötet från 1920 samt var kommendator för Johanniterorden i Sverige 1921–1940.
Henning Wachtmeister var son till överstekammarherre Axel Wachtmeister (1827–1899) och friherrinnan Elisabeth von Platen (1834–1918). Han gifte sig 1893 med Esther Carleson (1872–1947), dotter till justitierådet Edvard Carleson och Louise Arfwedson. Han var far till Welam och Baltzar Wachtmeister.